# يوسف بك
يوسف بك قرية سوريّة تتبع إداريّاً لمحافظة حلب منطقة جرابلس ناحية مركز جرابلس، بلغ تعداد سكانها 1,138 نسمة حسب التعداد السكاني لعام 2004.